# Холл, Луис
Луис Киран Холл (англ. Lewis Kieran Hall; род. 8 сентября 2004, Слау, Юго-Восточная Англия) — английский футболист, полузащитник клуба «Ньюкасл Юнайтед» и сборной Англии.

## Клубная карьера
Воспитанник «Челси», Луис Холл подписал первый контракт с клубом летом 2021 года. 22 декабря 2021 года Холл дебютировал на профессиональном уровне в матче Кубка Английской лиги против «Брентфорда». Дебютировал в английской Премьер-лиге 12 ноября 2022 года, выйдя в стартовом составе на матч против «Ньюкасл Юнайтед».
22 августа 2023 года на правах аренды перешёл в «Ньюкасл Юнайтед».

## Карьера в сборной
Выступал за сборные Англии до 15, до 16, до 18, до 19 лет и до 21 года. В ноябре 2024 года был впервые вызван в главную сборную страны, за которую дебютировал 14 ноября в матче Лиги наций против Греции.